# Frederik Wandahl
Frederik Michal Anker Wandahl (ur. 9 maja 2001 w Höllviken) – duński kolarz szosowy i torowy.

## Osiągnięcia

### Kolarstwo szosowe
Opracowano na podstawie:

2018
- 1. miejsce w klasyfikacji młodzieżowej Saarland Trofeo
  - 1. miejsce na 1. etapie
- 1. miejsce w mistrzostwach Danii juniorów (start wspólny)
- 2. miejsce w Johan Museeuw Classic

2019
- 2. miejsce w mistrzostwach Danii juniorów (start wspólny)
- 2. miejsce w Trofeo Emilio Paganessi

2021
- 2. miejsce w mistrzostwach Danii (start wspólny)

### Kolarstwo torowe
Opracowano na podstawie:
2018
- 2. miejsce w mistrzostwach świata juniorów (omnium)

## Rankingi

### Kolarstwo szosowe
| Rok             | 2021 | 2022 | 2023 | 2024 |
| --------------- | ---- | ---- | ---- | ---- |
| World Ranking   | 687. | 492. | 488. | 287. |
| UCI Europe Tour | 545. | 391. | -    | -    |
|                 |      |      |      |      |
| Źródło: UCI     |      |      |      |      |